# Tomáš Marcinko
Tomáš Marcinko (* 11. duben 1988, Poprad) je slovenský hokejový útočník, syn Miroslava Marcinka hrající za tým HC Oceláři Třinec.

## Hráčská kariéra
Marcinko je odchovancem košického hokeje. V roce 2005 si ho v CHL Import draftu z 55. místa vybral klub Barrie Colts a v roce 2006 ho draftoval ve čtvrtém kole z celkového 115. místa klub NHL – New York Islanders. Před soutěžním ročníkem 2006/2007 odešel do zámoří, kde dva roky působil v juniorské OHL v klubu Barrie Colts. V ročníku 2007/08 byl kapitánem mužstva a v 57 zápasech vstřelil 23 gólů a přidal 29 asistencí. V dubnu 2008 podepsal s Islanders základní nováčkovský kontrakt, tedy dvoucestnou tříletou smlouvu. Od roku 2008 hrál i v soutěži AHL, kde nastupoval za Bridgeport Sound Tigers. Poté, co se neprosadil v prvním týmu Islanders, se před sezónou 2012/2013 rozhodl pro návrat do Evropy. V září 2012 absolvoval zkoušku ve švédském klubu Modo Hockey, ale po čtyřech duelech se ziskem jedné asistence se vedení švédského týmu rozhodlo nenabídnout mu smlouvu. Po neúspěchu ve Švédsku podepsal smlouvu do konce sezóny s extraligovým týmem HC Košice.

## Ocenění a úspěchy
- 2013 SHL – Nejtrestanější hráč v playoff
- 2014 SHL – Vítězný gól
- 2015 ČHL – Nejtrestanější hráč v playoff

## Prvenství
- Debut v ČHL – 12. září 2014 (HC Oceláři Třinec proti HC ČSOB Pojišťovna Pardubice)
- První asistence v ČHL – 28. října 2014 (HC ČSOB Pojišťovna Pardubice proti HC Energie Karlovy Vary)
- První gól v ČHL – 11. ledna 2015 (HC Energie Karlovy Vary proti HC ČSOB Pojišťovna Pardubice, českému brankáři Vladislavu Habalovi)
- První hattrick v ČHL – 13. září 2019 (HC Oceláři Třinec proti Rytíři Kladno)

## Klubová statistika
| Sezóna      | Klub                    | Soutěž      |     | Základní část | Základní část | Základní část | Základní část | Základní část |    | Play off | Play off | Play off | Play off | Play off |
| Sezóna      | Klub                    | Soutěž      | Z   | G             | A             | B             | TM            | Z             | G  | A        | B        | TM       |          |          |
| 2004–05     | HC Košice               | SHL         | 6   | 0             | 0             | 0             | 0             | 1             | –  | –        | –        | –        |          |          |
| 2005–06     | HC Košice               | SHL         | 18  | 2             | 0             | 2             | 2             | 5             | 0  | 0        | 0        | 0        |          |          |
| 2006–07     | Barrie Colts            | OHL         | 56  | 19            | 21            | 40            | 56            | 8             | 0  | 1        | 1        | 8        |          |          |
| 2007–08     | Barrie Colts            | OHL         | 48  | 19            | 26            | 45            | 54            | 9             | 4  | 3        | 7        | 14       |          |          |
| 2008–09     | Bridgeport Sound Tigers | AHL         | 58  | 4             | 7             | 11            | 30            | 4             | 0  | 0        | 0        | 0        |          |          |
| 2009–10     | Bridgeport Sound Tigers | AHL         | 54  | 4             | 2             | 6             | 27            | 5             | 0  | 1        | 1        | 2        |          |          |
| 2010–11     | Bridgeport Sound Tigers | AHL         | 66  | 4             | 7             | 11            | 56            | –             | –  | –        | –        | –        |          |          |
| 2011–12     | Bridgeport Sound Tigers | AHL         | 65  | 8             | 13            | 21            | 78            | 2             | 0  | 0        | 0        | 0        |          |          |
| 2012–13     | Modo Hockey             | SEL         | 4   | 0             | 1             | 1             | 2             | –             | –  | –        | –        | –        |          |          |
| 2012–13     | HC Košice               | SHL         | 38  | 11            | 20            | 31            | 48            | 17            | 2  | 3        | 5        | 60       |          |          |
| 2013–14     | HC Košice               | SHL         | 44  | 10            | 18            | 28            | 58            | 8             | 2  | 1        | 3        | 10       |          |          |
| 2014–15     | HC Dynamo Pardubice     | ČHL         | 45  | 4             | 9             | 13            | 104           | 9             | 3  | 3        | 6        | 16       |          |          |
| 2015–16     | HC Dynamo Pardubice     | ČHL         | 51  | 6             | 21            | 27            | 76            | –             | –  | –        | –        | –        |          |          |
| 2016–17     | HC Rudá hvězda Kunlun   | KHL         | 60  | 5             | 13            | 18            | 88            | 5             | 0  | 2        | 2        | 10       |          |          |
| 2017–18     | HC Oceláři Třinec       | ČHL         | 48  | 14            | 22            | 36            | 80            | 17            | 5  | 1        | 6        | 22       |          |          |
| 2018–19     | HC Oceláři Třinec       | ČHL         | 51  | 10            | 16            | 26            | 87            | 15            | 2  | 3        | 5        | 14       |          |          |
| 2019–20     | HC Oceláři Třinec       | ČHL         | 46  | 13            | 19            | 32            | 62            | –             | –  | –        | –        | –        |          |          |
| 2020–21     | HC Oceláři Třinec       | ČHL         | 48  | 12            | 12            | 24            | 70            | 16            | 2  | 0        | 2        | 8        |          |          |
| 2021–22     | HC Oceláři Třinec       | ČHL         | 44  | 10            | 17            | 27            | 34            | 14            | 2  | 3        | 5        | 12       |          |          |
| 2022–23     | HC Oceláři Třinec       | ČHL         | 41  | 10            | 21            | 31            | 44            | 20            | 5  | 8        | 13       | 37       |          |          |
| 2023–24     | HC Kometa Brno          | ČHL         | 45  | 10            | 10            | 20            | 42            | 6             | 2  | 1        | 3        | 4        |          |          |
| AHL celkově | AHL celkově             | AHL celkově | 243 | 20            | 29            | 49            | 191           | 11            | 0  | 1        | 1        | 2        |          |          |
| ČHL celkově | ČHL celkově             | ČHL celkově | 419 | 89            | 147           | 236           | 599           | 103           | 22 | 23       | 45       | 119      |          |          |

## Reprezentace
| Rok                       | Tým                       | Soutěž                    | Z  | G  | A  | B  | TM |
| ------------------------- | ------------------------- | ------------------------- | -- | -- | -- | -- | -- |
| 2004                      | Slovensko 17              | WHC-17                    | 5  | 5  | 1  | 6  | 2  |
| 2005                      | Slovensko 18              | MS-18                     | 6  | 1  | 0  | 1  | 4  |
| 2005                      | Slovensko 18              | SP-18                     | 3  | 1  | 1  | 2  | 2  |
| 2006                      | Slovensko 18              | MS-18                     | 6  | 1  | 2  | 3  | 6  |
| 2007                      | Slovensko 20              | MSJ                       | 6  | 1  | 3  | 4  | 16 |
| 2008                      | Slovensko 20              | MSJ                       | 6  | 2  | 4  | 6  | 12 |
| 2014                      | Slovensko                 | OH                        | 1  | 0  | 0  | 0  | 2  |
| 2014                      | Slovensko                 | MS                        | 6  | 0  | 0  | 0  | 6  |
| 2016                      | Slovensko                 | MS                        | 7  | 1  | 1  | 2  | 2  |
| 2018                      | Slovensko                 | OH                        | 4  | 0  | 0  | 0  | 2  |
| 2018                      | Slovensko                 | MS                        | 7  | 0  | 0  | 0  | 6  |
| Juniorská kariéra celkově | Juniorská kariéra celkově | Juniorská kariéra celkově | 32 | 11 | 11 | 22 | 42 |
| Seniorská kariéra celkově | Seniorská kariéra celkově | Seniorská kariéra celkově | 25 | 1  | 1  | 2  | 18 |